# Elecciones presidenciales de Argelia de 1988
Las elecciones presidenciales se llevaron a cabo en Argelia el 22 de diciembre de 1988 y fueron las últimas elecciones unipartidistas en el país. Chadli Bendjedid, presidente incumbente del Frente de Liberación Nacional, fue reelegido sin oposición con el 93.26% de los votos, con base en una participación del 89.08%. Fue la puntuación más baja recibida por un presidente argelino hasta entonces, tanto en votos recibidos como en participación.

## Resultados
| Candidatos            | Partido                       | Votos      | %     |
| --------------------- | ----------------------------- | ---------- | ----- |
| Chadli Bendjedid      | Frente de Liberación Nacional | 10.603.067 | 93.26 |
| En contra             | En contra                     | 766.237    | 6.74  |
| Votos anulados        | Votos anulados                | 264.835    | -     |
| Total                 | Total                         | 11,634,139 | 100   |
| Fuente: Nohlen et al. |                               |            |       |